# Alfred North Whitehead

Alfred North Whitehead

Alfred North Whitehead  (n. 15 februarie 1861, Ramsgate, Anglia, Regatul Unit al Marii Britanii și Irlandei – d. 30 decembrie 1947, Cambridge, Massachusetts, SUA) a fost un matematician și filozof britanic. A rămas cunoscut ca fiind figura marcantă a școlii filosofice cunoscute sub numele de filosofia procesului, care în zilele noastre și-a găsit aplicații într-o gamă largă de discipline, cum ar fi ecologia, teologia, educație, fizică, biologie, economie și psihologie.
La începutul carierei sale Whitehead s-a axat pe matematică, logică și fizică. Încoronarea efortului său în aceste domenii o reprezintă lucrarea în trei volume Principia Mathematica (1910-13), scrisă în colaborare cu fostul său student Bertrand Russell. Principia Mathematica este considerată una dintre cele mai importante lucrări ale secolului XX din domeniul logicii matematicii, ocupând locul 23 în topul 100 cărți de non-ficțiune în limba engleză din secolul XX, top realizat de Modern Library.
Odată cu sfârșitul anilor 1910 și începutul aniilor 1920 Whitehead și-a reorientat treptat atenția de la matematică la filosofia științei, ajungând în cele din urmă la metafizică. A dezvoltat un cuprinzător sistem metafizic care s-a distanțat radical de majoritatea filosofiei occidentale. Whitehead a argumentat că realitatea constă mai degrabă în procese decât în obiecte materiale, iar că procesele sunt cel mai bine definite prin relațiile lor cu alte procese, respingând astfel teoria precum că realitatea este în mod fundamental construită din bucăți de materie care există independent una de alta. În prezent lucrările filosofice ale lui Whitehead – în special Proces și Realitate – sunt considerate texte care au fondat filosofia procesului. 
Filosofia procesului a lui Whitehead susține că ,,e impetuos necesar să se ajungă a se vedea lumea ca o rețea de procese interdependente din care facem parte integrală, astfel încât toate alegerile și acțiunile noastre au consecințe pentru lumea înconjurătoare.” Din acest motiv, una dintre cele mai promițătoare aplicații din ultimii ani a gândirii lui Whitehead s-a regăsit în domeniul civilizației ecologice și eticii mediului, a căror pioner este John B. Cobb, Jr.

## Biografie
Alfred North Whitehead s-a născut în Ramsgate, Kent, Anglia, în 1861. Tatăl său, Alfred Whitehead, a fost preot și profesor la Chatham House Academy, o școală de băieți înființată de Thomas Whitehead, bunicul lui Alfred North. Whitehead își amintea de amândoi ca fiind profesori foarte înzestrați, remarcându-l în special pe bunicul său ca fiind pe deasupra și un om extraordinar. Mama lui Whitehead a fost Maria Sarha Whitehead (fostă Buckmaster). Se pare că Whitehead nu a avut o relație foarte strânsă cu mama sa întrucât nu o menționează în niciuna din scrierile sale. De asemenea, sunt dovezi care arată că soția lui Whitehead, Evelyn, nu a avut o opinie prea bună despre ea.
Whitehead a învățat la Sherborne School din Dorset, considerată atunci una dintre cele mai bune școli de stat din țară. Menajat prea mult în copilărie, acesta reușește totuși în școală să exceleze în sport și în matematică, ajungând și șef de clasă.
În 1880 a început studiile la Trinity College din Cambridge, unde aprofundează matematica. Îndrumătorul său academic a fost Edward John Routh. Își obține diploma de licență la Trinity în 1884. Din 1884 activează ca asociat la Trinity, ceea ce îi permite lui Whitehead să predea și să scrie în domeniul matematicii și fizicii până în 1910, petrecându-și totodată anii 1890 scriind Treatise on Universal Algebra (Tratatul Despre Algebra Universală) (1989) și anii 1900 colaborând cu fostul său student, Bertrand Russell, la prima ediție a Principiei Mathematica.
În 1890 s-a căsătorit cu Evelyn Wade, o irlandeză crescută în Franța, cu care va avea o fiică, Jessie Whitehead, și doi fii, Thomas North Whitehead și Eric Whitehead. Acesta din urmă moare pe front în timpul Primului Război Mondial la vârsta de 19 ani.
În 1910 și-a dat demisia de la Trinity College din funcția de lector senior în matematică și s-a mutat la Londra, fără ca în prealabil să fi căutat o nouă slujbă. După ce rămâne șomer timp de un an, Whitehead acceptă un post de lector în matematică și mecanică aplicată la University College din Londra.
În 1914 Whitehead a acceptat poziția de profesor în matematică aplicată la noul înființat Imperial College, unde vechiul să prieten Andrew Forsyth era de curând numit șeful departamentului de matematică.
Din 1918 responsabilitățile academice ale lui Whitehead au început să se multiplice. Acesta acceptă numeroase poziții administrative înalte în cadrul College University din Londra, universitate din care Imperial College făcea parte la momentul respectiv. Este ales Decanul Facultății de Științe la sfârșitul lui 1918 (post în care rămâne timp de patru ani), membru în Senatul Universității din Londra în 1919 și președintele Consiliului Academic al Senatului în 1920, post în care se menține până la plecarea sa în America în 1924. Whitehead și-a folosit influența dobândită creând un program de licență dedicat studiului științei și pentru a facilita accesul în colegiu studenților cu venituri modeste.
Spre sfârșitul șederii sale în Anglia, Whitehead se orientează către filosofie. În pofida faptului că nu a avut o pregătire specială în filosofie, lucrările sale în domeniu ajung curând deosebit de influente. După publicarea The Concept of Nature (Conceptul de natură) în 1920, ocupă funcția de președinte a Societății Aristoteliene din 1922 până în 1923. În 1924, Henry Osborn Taylor îl invită pe Whitehead, acum în vârstă de 63 de ani, să se alăture Universității din Harvard ca profesor de filosofie.
În timpul petrecut la Harvard, Whitehead a realizat una dintre cele mai importante contribuții filosofice ale sale. În 1925 scrie Science and the Modern World (Știința și lumea modernă). Lucrarea a fost imediat primită ca o alternativă la dualismul cartezian, care până în momentul respectiv era privit ca fiind nociv înțelegerii și practicii științei. După câțiva ani, în 1929 publică influenta carte Process and Reality (Proces și realitate), care a fost comparată (atât pentru importanța, dar cât și pentru dificultatea ei) cu Critica rațiunii pure a lui Kant.
Soții Whitehead își petrec restul vieții în Statele Unite. Alfred North se retrage de la Harvard în 1937 și rămâne în Cambridge, Massachusetts până la moartea sa din 30 decembrie 1947.
Biografia de referință a lui Whitehead o reprezintă lucrarea în două volume a lui Victor Lowe. Însă multe detalii legate de viața lui Whitehead rămân obscure întrucât acesta nu a lăsat niciun Nachlass (termen academic desemnând manuscrisele, notițele, corespondențele, etc. ale unui autor), familia sa ducând la bun sfârșit, odată cu moartea sa, dorința sa de a distruge orice hârtie care i-a aparținut. În plus, Whitehead era cunoscut pentru „credința sa aproape fanatică în dreptul la intimitate” și, de asemenea, pentru faptul că a scris puține scrisori de genul celor care ar fi putut releva detalii suplimentare privind viața sa. Aceste detalii l-au împins pe Lowe însuși să remarce pe prima pagină a biografiei lui Whitehead: „Niciun biograf profesionist în toate mințile nu s-ar fi atins de el.”
În prezent Whitehead Research Project din cadrul Center for Process Studies lucrează la realizarea unei ediții critice a scrierilor lui Whitehead.           

## Opere
- Aventurile ideilor
- Moduri de gândire
- Dialog cu Alfred North Whitehead